# Romániai magyar műfordítás
A műfordítás az irodalmi alkotások művészi értékű tolmácsolása a befogadó szellemi közösség nyelvén; bármely nemzeti irodalom számára mind a befogadás, mind a saját nemzeti irodalmi értékek más nyelvű közvetítése szempontjából az eredeti alkotással közel egyenértékű szellemi teljesítmény. A műfordításban kifejezésre jutó befogadási aktus tartalmi és irányzati tekintetben a nemzeti irodalom fejlődésének különböző szakaszaiban a befogadó ízlés változásainak függvényében maga is változik.
A magyar irodalomban a műfordításnak szinte az írásbeliség kezdetéig visszanyúló hagyománya van: a középkor, a reformáció korának vallásos irodalma (a műfordítás akkori felfogásának megfelelően) a magyar nyelvű irodalmiság kialakulását meghatározó tényező volt, később a barokk, a felvilágosodás, a romantika, a realizmus, majd a századfordulótól a különböző modern irányzatok voltak megtermékenyítő hatással a magyar irodalomra, nem utolsósorban e korok világirodalmi alkotásainak magyar nyelvű megszólaltatása révén. Bárótzi Sándor, Baróti Szabó Dávid, Csokonai Vitéz Mihály, Kazinczy Ferenc, Vörösmarty Mihály, Petőfi Sándor, Arany János, a 20. századi magyar irodalom nagyjai közül pedig Babits Mihály, Kosztolányi Dezső, Tóth Árpád, Szabó Lőrinc, Illyés Gyula – miközben klasszikus és kortárs világirodalmi alkotásoknak az eredetiekkel egyenrangú tolmácsai voltak – fordításaikkal kiemelkedő szerepet játszottak korukban a magyar irodalom arculatának alakításában is.

## Műfordítás a romániai magyar irodalomban
E hagyomány és a kortársak példája nyomán 1918 után az induló romániai magyar irodalomban a műfordítás szerepe szintén jelentős. Súlyát és jellegét azonban kezdettől fogva meghatározta az, hogy a két világháború között főképpen anyagi, azt követően pedig ideológiai és politikai korlátok közé szorítottan, a romániai magyar könyvkiadásnak nem mindig voltak meg a műfordítói munka megfelelő nyilvánosságának megteremtéséhez elengedhetetlen anyagi feltételei. Ennek következtében jelentős értékek és egy szélesebb körű világirodalmi kitekintésre irányuló igyekezet megjelenési tere (az utókor számára pedig rejtekhelye) volt az irodalmi-művelődési (sőt olykor a napi) sajtó. Egy-egy irodalomtörténeti szakasz világirodalmi tájékozódására és a műfordítás terén felmutatott eredményeire nézve hiteles képet tehát csak e kettő együttes vizsgálata nyújthat.
Az önálló kiadásban megjelent műfordításokat áttekintve a romániai magyar műfordítás története két, jól elhatárolható szakaszra osztható: az 1919-1947, ill. az 1948-1989 közöttire. A két szakasz között a határvonalat a romániai könyvkiadás 1948-as államosítása jelzi, amikor – a kommunista ideológiával együtt – egyeduralkodóvá vált a szocialista állami művelődéspolitika.

### 1917-1947 közt
Az 1919 és 1940 közötti időszakra vonatkozó romániai magyar könyvkiadási adatok szerint a jelzett két évtizedben megjelent közel 2000 (pontosabban: 1938) szépirodalmi mű közül a műfordítások aránya 10,57% (azaz összesen 215 mű). Ezek közt nemzeti irodalmanként, ill. nyelvenként a következő sorrend alakul ki: német (106), angol (29), román (22), francia (22), zsidó (12), spanyol (8), orosz (5), olasz (4), latin (3), japán (2), görög (1), indiai (1 mű).
A magyarra fordított művek több mint fele általában névtelen vagy magyarországi fordítóktól való átvétel. Ami a német fordításokat illeti, a romániai magyar fordítók közül kiemelendő Áprily Lajos (Gerhart Hauptmann: Elmerült harang, 1921), Bakóczi Károly (Német költőkből, 1935), Brázay Emil (Klabund: Szőke haj, 1920; Knut Hamsun, Alfred Kerr novellái), Giszkalay János (Heine: Confessio Judaica, 1935), Kós Károly (Meschendörfer: Corona, 1933), Reményik Sándor (Rilke: Versei, 1919). Meg kell még említenünk Csűrös Emília (L. Bürger), Dálnoky Nagy Lajos (Heine), Kostyala Árpád (Richard Dehmel, Kellermann), Lőwy Ferenc (Max Nordau), Nagy József (Karl May), Schiff Béla (Karl May), Rajka László (Theodor Storm), Turnowsky Rózsi (Arthur Schnitzler) nevét. Németből fordítva jelenik meg az Amerikába kivándorolt orosz Oszip Dimov (Szomorúság énekese, 1927) és a cseh Jaroslav Hašek (Infanteriszt Svejk, 1931) egy-egy műve Szabó Imre, ill. Katona Fedor [Zalka Máté] fordításában.
Az angol nyelvű művek hazai fordításai közül meg kell említenünk Franyó Zoltán Poe-fordítását (A holló, 1938), Szabó T. Attila 1929-ben megjelent kötetét (benne Shakespeare, Byron, Milton, Shelley, Tagore, Whitman, Oscar Wilde és Wordsworth-tolmácsolásaival), Szabó Imre fordításában Louis Golding Magnolia street (1935) c. regényét, Brázay Emil fordításában G. B. Shawtól Az éden kertjét (é.n.), Szent-Iványi Sándor fordításában Fosdick Utazás Palesztinába c. könyvét (1938); más hazai fordítók: Albert Vilmos (M. J. Exner), Győri Ernő (G. W. Wright), Lőrinczy Dénes (Bell Willson), Málnásy Tivadar (Conan Doyle), Szabó Mária (Ernst Woop).
A román irodalmat – ezúttal az 1919 és 1947 közötti időszakot tekintve át – 8 antológia (fordítóik: Fekete Tivadar, Keresztúry Sándor, Kiss Piroska, Kádár Imre, Molnár Sándor és Szabédi László), 8, román műfordításokat is tartalmazó önálló kötet (Áprily Lajos, Dsida Jenő, Gáldi László, Salamon Ernő, Számadó György) és l4, egy-egy román írót-költőt vagy önálló művet bemutató kötet képviseli. (Vasile Alecsandri, Aron Cotruş, Mihai Eminescu, Goga, Panait Istrati, Mária királyné, Aurel Păcurariu, I. Peltz, Octavian Şireagu, Al. Vlahuţă verseit, prózai írásait vagy drámáit Bardócz Árpád, Bitay Árpád, Bodó Pál, Farkas László, Finta Gerő, Flórián Tibor, Horvát Henrik, Kádár Imre, Katz László, Kelemen István, Kibédi Sándor, Szeghő Imre tolmácsolja magyarul.)
A franciából átültetett művek közül mint a romániai magyar fordítók hozzájárulását csak Dálnoky Nagy Lajos Géraldy- és Verlaine-fordításokat (a Te meg én, 1925, ill. a Jézus lábainál, 1926. c. köteteket), valamint Kuncz Aladár egy Maupassant-fordítását (A másik gyermek, 1924) említhetjük.
Az olasz irodalmat Savonarola versei (Pakocs Károly fordításában 1939) és Ignazio Silone Fontamara c. regénye (Mátrai Ede fordításában, 1935) képviseli; a latin nyelvű irodalmat egy Szabó András-tolmácsolta Vergilius-kötet; a spanyol irodalmat Juan de Pardou versei (1921) és Palau Spanyol koplák (1923) c. kötete Barna János, ill. Calderón néhány színpadi műve Glasz Ferenc, Málnásy Tivadar és Novák János fordításában, valamint D. Valdès Armando Palicio José c. regénye (1928) Pálffy Jenő magyarításában.
A két háború közötti zsidó irodalomból Salom Ash több kötetét is kiadják (Giszkalay János, Lukács Zoltán és Szabó Imre fordításában), mellettük kevésbé ismert szerzők tolmácsolóiként Eckstein Béla, Kiss Elek (a későbbi unitárius püspök) és Sas László nevét kell megemlítenünk.
Az orosz és szovjet irodalmat a már említett Oszip Dimov mellett Csehov és Tolsztoj egy-egy kis füzete képviseli (ez utóbbi Jaklovszky Dénes fordításában), valamint Alexandra Kollontaj regénye, A szerelem útja (1930) Turnowsky Rózsi tolmácsolásában.
Maradandó irodalmi érték, ugyanakkor egy szélesebb világirodalmi kitekintés jele Franyó Zoltán önálló kötete hindu versfordításaiból (Hindu erotika, 1926); Bardócz Árpád és Szombati-Szabó István japán költőkből fordít egy-egy kötetre valót 1923-ban, ill. 1926-ban.
Ez a világirodalmi nyitásra törekvés még szélesebb körben rajzolódik ki, ha a korabeli lapok műfordítás-anyagát is számba vesszük. Felsorolás helyett csak jelzésszerűen utalunk itt Antalffy Endre arab, perzsa, török és kínai fordításaira, Büchler Pál szanszkrit, Áprily Lajos és Berde Mária kortárs francia és német tolmácsolásaira, az Erdélyi Helikonban Maksay Albert, Szombati-Szabó István és Szemlér Ferenc által fordított kortárs angol és amerikai (köztük afroamerikai) költőkre, Korvin Sándor és Méliusz József tolmácsolásában a Korunkban megszólaltatott francia és német avantgárd költőkre, Dsida Jenőnek a latin és kínai költészettől Mihai Eminescuig és Ernst Tollerig terjedő fordítói életművére, Tompa László Schiller- vagy Kovács László Goethe-fordításaira (a Faustból annak idején az Erdélyi Helikon közölt részleteket, a teljes fordítás ma is kiadatlan).
Ugyancsak jelzésszerűen próbáljuk felvázolni a Pásztortűz világirodalmi tájékozódását, amelyhez meglepően nagy hazai magyar fordítógárdát sikerült maga köré gyűjteni. Így az első évtizedben (1921-1930) találkozhatott itt a romániai magyar olvasó Baudelaire (Ferenczy Valér, Franyó Zoltán, Dsida Jenő fordításában), George Duhamel (Lengyel Vera), Iwan Goll (Gaál Gábor (író)|Gaál Gábor), Jeszenyin (Kiss Dezső (újságíró)|Kiss Dezső), Eino Leino (Pálffy Márton), Li-Taj-Po (Kozmuth Artúr, Kemény János, Dsida Jenő), Verlaine (Bardócz Árpád) verseivel, Arkadij Avercsenko (Finta Zoltán), Grazia Deledda (Jancsó Elemér), Galsworthy (Hary Márton), Leonyid Andrejev (Sipos Ernő), Majakovszkij (Szabó Imre (újságíró)|Szabó Imre), Pirandello (Bitay Árpád), Reymont (Lakatos Imre), Franz Werfel (Gaál Gábor) prózájával; a második szakaszban pedig (1931-1944) Tudor Arghezi (Dsida Jenő), George Bacovia (Szemlér Ferenc), Giono (Heszke Béla), Jules Laforgue (Jékely Zoltán), Juliusz Szlowacki (Bardócz Árpád), Paul Valéry (Sall József) verseivel, Bontempelli (Kolozsvári Grandpierre Emil), Hans Fallada (Lakatos Imre), Jean Giraudoux (Heszke Béla), James Joyce (Maksay Albert), Katherine Mansfield (S. Hajós Alice), Giovanni Papini (Heszke Béla), Ionel Teodoreanu (Szabó Lőrinc), Hugo von Hoffmansthal (Berde Mária) prózájával, drámáival.
A vallásos irodalom műfordítói közé tartozik Hodács Ágoston kisiratosi római katolikus plébános, aki A Hírnök Könyvei sorozat számára magyarra fordította németből Anna Krane Az ember fiáról és Johann Jörgensen A szent tűz c. munkáit; mindkét kötet a kolozsvári Szent Bonaventura nyomdában készült (1927).

### 1948-1989 közt
Az 1948 utáni időszakban – közel egy évtizeden át – a romániai magyar műfordítás úgyszólván kizárólagos megnyilvánulási terepe a román (és egy ideig az orosz és szovjet) irodalom tolmácsolása volt.
A román irodalom magyar nyelvű közvetítésében a korábbi évtizedek eredményeire s e közvetítést sajátos hivatássá minősítő beállítására lehetett építeni. Így bontakozott ki az állami könyvkiadás anyagi lehetőségeire és ideológiai irányítására épülő hosszú távú tervszerű műfordítói munka, amelynek célja volt egyrészt a román irodalom klasszikus értékeinek, másrészt az ideológiai-politikai elvárásokhoz kötődő kortárs műveinek a magyar nyelvű tolmácsolása és kiadása. A kiadói tervekben évről évre a megjelenő művek meghatározott hányadát tették ki a románból fordított próza- és verskötetek; nemegyszer a politikai jellegű tematikai elvárásoknak is ezekkel feleltek meg a kiadók. A jelszóként igen sokat hangoztatott "kölcsönös megismerés"-nek megfelelően ugyanakkor az évtizedek folyamán a klasszikus román irodalom legjava jelent meg magyar fordításban, s a kortárs-művek között is akadt nem egy, amely időállónak bizonyult, hitelesítve a műfordítói teljesítményeket, amelyek a romániai magyar írók több nemzedékét is a román irodalom magyar nyelvű megszólaltatásának ügye mellé állították.
Az 1950-es évek közepén ugyan – a szovjet tömb országaiban végbemenő ideológiai változásokkal párhuzamosan – ez a mereven egyoldalú betájolás oldódni látszott, a román irodalom magyar megszólaltatása azonban továbbra is első helyen szerepelt (1955 és 1959 között például az Állami Irodalmi és Művészeti Kiadónál megjelent 153 fordítás közül 68 volt a románból fordított mű).
A román tolmácsolás munkájának szintézise A román irodalom kistükre c. nagyszabású kiadói vállalkozás volt, amelynek 1961 és 1964 között megjelent öt kötete több mint 3600 oldal terjedelemben nyújtott képet nemcsak a román irodalom két világháború közötti korszakairól, hanem több mint másfélszáz fordító jelenlétével e teljesítményeink legjaváról is. A Mihai Gafiţa és Lőrinczi László válogatásában, V. András János szerkesztésében megjelent antológia ugyanakkor egy – az irodalomban bekövetkezett – szemléletváltás jegyeit is magán viselhette már: a kötetek betekintést nyújtottak a román irodalom kezdeteinek krónikás és egyházi irodalmába éppúgy, mint a 19. század utolsó harmadának és a 20. század első felének addig tudatosan mellőzött irányzataiba is (Tristan Tzarától Ion Barbuig és Gib. I. Mihăiescutól Ionel Teodoreanuig). Hasonló műfordítói seregszemlére kínált lehetőséget – más vonatkozásban – Mihai Eminescu költeményeinek a Perpessicius-kiadás alapján Kacsó Sándor által szerkesztett 1966-os kiadása, amely több mint 700 oldalon, a posztumusz verseket is befoglalva, nyújt valóban "teljes képet" a költőről, s egyúttal magyar fordítóiról is.
A „kis tükör” köteteiben megtestesülő seregszemle és mind a román, mind a romániai magyar irodalomban jelentkező új nemzedékek térhódítása az 1960-as évek végétől minőségileg magasabb szintre emelte a román irodalom hazai magyar fordításának ügyét: önálló kötetekben jelentkeztek magyarul az új nemzedékek képviselői Ioan Alexandrutól N. Labişon át Nichita Stănescuig magyar kortársaik: Bálint Tibor, Csiki László, Hervay Gizella, Kányádi Sándor, Király László, Magyari Lajos, Páskándi Géza, Szilágyi Domokos, Veress Zoltán fordításában; megszólaltak magyar nyelven is a román kritika, a román esszé jelesei, már nemcsak C. Dobrogeanu-Gherea, hanem Tudor Vianu, Şerban Cioculescu, Titu Maiorescu, Constantin Rădulescu-Motru, a kortársak közül pedig Adrian Marino, Radu Enescu, Mircea Malița is; a "kis tükör"-ben kapott ízelítők után önálló kötetben jelentek meg az addig magyarul csak szemelvényesen tolmácsolt Dimitrie Cantemir, I. Codru-Drăguşanu, Dinicu Golescu, N. Milescu-Spătarul, Ioan Slavici művei (Köllő Károly, Bustya Endre, Beke György, Sombori Sándor, Dávid Gyula fordításában). Ugyanakkor olyan újabb átfogó műfordítói vállalkozások születtek, mint Kiss Jenő öt kötetre menő művészi átültetése a román népi epikus költészetből, a Kortárs román drámák (1983) és a Kortárs román vígjátékok (1984) kötetei, a legújabb román költő-, ill. prózaírónemzedéket felsorakoztató Hajónapló (1990) és Szigetraj c. kötetek, a két háború közötti román esszéírás kiemelkedő képviselőit bemutató Korszellem és önismeret (1989) Horváth Andor fordításában.
A műfordítói munka korszerű megújítása és külső-belső feltételeinek biztosítása ez idő alatt nemcsak kiadók és szerkesztőségek belső gondja volt, hanem szélesebb nyilvánosság előtt is elemzésre került. Ezt a célt szolgálta a Kriterion Könyvkiadó kezdeményezte román-magyar írótábor, amelynek megrendezésére első ízben Gyergyószárhegyen 1980-ban, majd hatósági zaklatás és letiltás miatt, tízéves szünet után ugyanott 1990-ben került sor.
A számbavétel és a számontartás a román irodalom magyar tolmácsolása terén az irodalomtudomány eszközeivel is megtörtént: Domokos Sámuel A román irodalom magyar bibliográfiája I. 1831-1960 (Bukarest, 1966) és II. 1961-1970 (Bukarest, 1978) két vaskos kötetébe gyűjtötte össze közel másfélszáz év tízezrekre menő adatanyagát.

## Lehetőségek, eredmények
A román mellett – főleg az 1945-1959 közötti másfél évtizedben – a romániai magyar könyvkiadásra vonatkozó adataink szerint az orosz és szovjet irodalom volt abszolút túlsúlyban. A jelzett időszakban megjelent összesen 250 fordított műből 187 (azaz 74,80%) a részesedése; a többi megoszlása: francia 15, angol és amerikai 12, dán 4, latin 3, kínai 2, görög, cseh, norvég, spanyol, lengyel, dél-amerikai, afrikai 1-1. Változás ezen a téren csak az "olvadás" éveinek (1954-1957) ideológiai áttörése idején történik: e négy évben megjelent 125 fordításból már csak 84 az orosz és szovjet irodalom részesedése és 41 mű (32,50%) a más nyelvekből fordított.
A magyarországi fordítások felhasználásának lehetőségét is számításba véve (a másfél évtized alatt kiadott fordításoknak több mint a fele magyarországi, névtelen vagy azonosíthatatlan névvel megjelent műfordító teljesítménye) nyilvánvaló, hogy ez az ideológiai és politikai indítékú elvárás nagy feladatot rótt a romániai magyar írótársadalomra, s e feladathoz szükséges feltételek megteremtésében a könyvkiadásnak (mindenekelőtt az Orosz Könyv Kiadónak) fontos szerep jutott.
Az orosz fordítók első rétege a szépirodalmi fordításban korábban nem szerepelt, de nyelvismerettel rendelkezőkből toborzódott; egy részük az évek és az elvárások során maga is rutinos műfordítóvá vált, más részük fordításai legnagyobb részét társfordítóként jegyezte. Nem volt ritka eljárás az sem, hogy oroszból (vagy akár nyugati nyelvekből is) közvetítő nyelv segítségével fordítottak (román, olykor orosz-román közvetítéssel). Ilyen esetben a műfordítással szemben legjobb esetben a magyar irodalmiság elvárását lehetett érvényesíteni. Tulajdonképpen az 1950-es évek közepére – tehát akkorra, amikor az oroszból fordított művek aránya változni kezd – nevelődik ki az a fiatal műfordítói gárda, amelynek művészi teljesítményei olykor figyelemreméltóak, a szovjet befolyás romániai csökkenésével azonban a későbbi évtizedekben jórészt a semmibe vesznek.
Az 1945-47-es évek orosz fordítói: Lám Béla (Ehrenburg), Franyó Zoltán (Alekszandr Szergejevics Puskin|Puskin), Jánosházy György (Jefremov), Asztalos István (Lev Tolsztoj – nyilván közvetítő nyelvből); 1948-tól jelentkezik orosz fordítóként Dobó Ferenc (ő 13 orosz és szovjet író 20 művét tolmácsolta), Csehi Gyula (Ilja Ehrenburg), Máthé Ernő (Ilf-Petrov, Nyikolajeva, Usinszkij), Szegő György (Majakovszkij, Nyekraszov, Puskin), Vajda Béla (Puskin, Trojepolszkij, Visnyevszkij), de jelenik meg ebben az időszakban oroszból fordított mű Bajor Andor, Horváth István, Majtényi Erik, Szabó Lajos, Szilágyi András neve alatt is. Az 1953 utáni időszakban a legtöbb orosz fordításon Kós Károly neve szerepel, aki társfordítókkal (Adorján Lenke, Bántó István, Kolumbán Mózes, Miklós István, Szántó Irén) együtt fordít, s ugyancsak társfordítóval jelentkezik (olykor csak feltételezhetően) Császár Károly, Gréda József, Horváth Ágoston, Kemény János, Marton Lili, Sütő András, Székely János, Szemlér Ferenc, Szentimrei Jenő is. Ekkortól jelentkeznek az új, immár az eredeti nyelvet ismerő fordítók, akik közül többen a romániai magyar műfordítás történetében irodalmi értékteremtőként is számon tarthatók: Asztalos Ágnes, Bajor Ella, Békési Ágnes, Gáll Erzsébet, Harasztosi Éva, Nánási [Kacsó] Judit, Szántó Irén és Szőcs [Sz. Márton] Ráchel (az ő nevéhez Fonvizin, Gladkov, Marsak és Szutejev mellett egy Áprily Lajossal közös kötetben Turgenyev Költemények prózában c. fordítása is kötődik).
Az 1940-es évek második felétől uralkodóvá váló ideológiai hidegháború a romániai magyar műfordítás és könyvkiadás tájékozódásában is kifejezésre jutott. Szembetűnő, hogy az 1948 és 1953 közötti időszakban megjelent 64 fordított műből összesen 7 más nyelvű (Fucik, Nexö, Kanin Garson, Goethe, Jacques Roumaine, Heine, Lju-Baj-Juj, Andersen 1-1 műve); hazai fordítóik: Csehi Gyula (Heine), Franyó Zoltán (Goethe: Faust), Szemlér Ferenc (Kanin Garson: Ócskavas nagyban). Az 1945-47-es években ezt megelőzően egy Barbusse-fordítással az akkor még Kolozsváron élő Szenczei László, Iulius Caesar-, ill. Postomauriciói Szent Lénárd-tolmácsolással Puskás Lajos és Gurzó Anakléd jelentkezik, s ugyanebben az időszakban jelenik meg Franyó Zoltán A görög líra c. kétkötetes kiadványa (1946) és Toller: Fecskék könyve (1945) Dsida Jenő posztumusz fordításában.
A világirodalmi egyensúly helyreállítására az első kezdeményezések az Ifjúsági Könyvkiadó részéről indulnak meg 1953-54-ben. Előbb Andersen meséit, majd Harriet Beecher Stowe: Tamás bátya kunyhóját és a Jonathan Swift: Gulliver utazásait s Ethel Voynich A bögöly c. regényét jelentetik meg, majd 1955-ben egy újabb Andersen-kötet után következik E. T. A. Hoffmann, Charles Perrault, Shakespeare és két Verne-könyv, 1956-ban Cerventes: Don Quijote Radnóti Miklós átdolgozta változata, a Grimm testvérek, újabb Perrault, Swift- és Verne-kiadások és Mark Twain Tom Sawyere és a Huckleberry Finn, 1957-ben pedig Schlemihl Péter különös története, Greenwood, Sienkiewicz és Friedrich Wolf egy-egy regénye. Ezek a művek ugyan a magyar ifjúsági és gyermekirodalomban már klasszikussá vált tolmácsolásokban jelentek meg, de a nyitás jótékony hatása a romániai magyar műfordítói orientációra kétségtelen. A Hauff-meséket már hazai fordító (Pollák Ödön) tolmácsolja, a Greenwood-kötetet pedig Dobó Ferenc, de e nyitás eredményeként jelenik meg egy Titus Lucretius Carus-könyv Kiss Géza, egy Rousseau-kötet Mikó Imre tolmácsolásában, kiadják (immár nem névtelenül, hanem Franyó Zoltán nevével) 1950-es Faust-fordítását, és elindítják összegyűjtött fordításainak kiadását (Évezredek húrjain. I-III. 1958-63). Anatole France, Jerome K. Jerome, Mark Twain regényei a Kincses Könyvtár sorozatban, Stevenson, Stefan Zweig, Philip K. Dick, Nathaniel Hawthorne, Arthur Conan Doyle regényei (Jefremov, Nagajev, Sztrugackij mellett) a Ştiinţa şi Tehnica c. folyóirat 1957-ben indított sci-fi sorozatában jelennek meg, Bácski Anna, Nánási Judit, Harasztosi Éva fordításában.
A romániai magyar irodalom világirodalmi betájolódásában a változás az 1960-as évektől válik teljessé. A Kincses Könyvtár, majd a Drámák és a Horizont sorozatok már átfogó elgondolással szerkesztődnek, ezenkívül a román-magyar közös könyvkiadási egyezmény a két ország könyvkiadásán túlmenően szervezettebb magyar műfordítói együttműködésre is lehetőséget kínál. Ez különösen az utóbbi két – napjainkig megjelenő – sorozat alakulásában játszhatott szerepet, már az 1960-as évek végén és az 1970-80-as évek folyamán, bár a gazdasági indoklással bevezetett valutakorlátozás egy idő után épp az élő világirodalommal való kapcsolatot tette (az ideológiai határzár mellett) lehetetlenné. Az Irodalmi Könyvkiadó, ill. a Kriterion Könyvkiadó kezdeményezéseinek köszönhető, hogy hazai magyar fordításban elkészült az angol William Somerset Maugham, Aldous Huxley és Robert Graves, a francia Edmonde Charles-Roux, René Fallet és Pierre Boulle, a német Hans Habe, Erich Maria Remarque és Friedrich Dürrenmatt, a finn Martti Larni, az olasz Cesare Pavese, a szovjet Artyom Veszjolij és Akszjonov regényeinek, elbeszélésköteteinek fordítása Balogh József, Borsné Fejér Gizella, Domokos Géza, Halász Anna, Látó Anna, Lőrinczi László, Majtényi Erik, Nagy Kálmán, Oláh Tibor, Szemlér Ferenc, Szilágyi Júlia tollából. A "Drámák" sorozatot Deák Tamás (Montherland), Jánosházy György (Milton, Otway) és Oláh Tibor (Goldoni) gyarapította hazai magyar fordításokkal. Az 1974-ben indult Lektúra sorozatban Dáné Tibor egy magyarul eddig meg nem szólaltatott Verne-regényt (A Barsac-expedíció), D. Harasztosi Éva Lilli Promet, Lőrinczi László Leonardo Sciascia egy-egy regényét fordítja le. Új fordítók sorakoznak fel a hazai német irodalom klasszikusai és kortárs értékeinek magyar tolmácsolására: Borsné Fejér Gizella Franz Storch, Robert Flinker és Erwin Wittstock prózáját fordítja, Ferencz Zsuzsanna (1943-2010) Hauser Arnoldot, Veres István Meschendörfert (ugyancsak tőle új kiadásban jelenik meg a Corona c. regény, Kós Károly fordítása), Ferencz László egy kötetnyi mai német elbeszélőt. Ritoók János posztumusz fordításkötetében romániai német kortársait szólaltatja meg, Jancsik Pállal közösen Franz Hodjak egy kötetre való versét tolmácsolja. Kányádi Sándor az erdélyi szász népköltészetből fordít egy kötetre valót (a hazai kisebbségek népköltészetét magyarul tolmácsoló sorozatának másik, az erdélyi jiddis népköltészetet bemutató kötete a cenzúra miatt Budapesten jelent meg).
Irodalmunk kitekintését bizonyítja az 1960-as évek közepétől lapjaink, irodalmi folyóirataink mind gazdagabb világirodalmi anyaga is (főleg az Igaz Szó és az Utunk, amelynek időlegesen külön világirodalmi oldala/melléklete is megjelenhet); ezeket sikerül néhány szerencsés – könyvkiadásunkban kedvező – esetben önálló kötetekké érlelni. Így jelenhetnek meg Dsida Jenő összegyűjtött műfordításai (1969), A Korunk költészete (1967) és Az Erdélyi Helikon költői (1973) reprezentatív versfordításanyaga, de így jelenhetnek meg önálló szerzői műfordításkötetek is: Jánosházy Györgytől (Csillagok osztályosa, 1973 és a modern katalán költészetet bemutató Körtánc fantomokkal, 1972), Gellért Sándortól (Csillagok Suomi egén, 1972 – finn költők magyarul), Lőrinczi Lászlótól (Arghezi, Brecht, Quasimodo c. kötete 1968), Bácski György jugoszláv költői antológiája (Hol vannak azok a tengerek? 1973), Tóth István francia nyelvű belga költői és latin nyelvű humanista antológiái (Alkinoosz kertje, 1970; Írásjelek a földön, 1972; Múzsák fellegvára, 1977), Nagy Kálmán teljes Kalevala-fordítása (1972) és Franyó Zoltán műfordítói életművének újabb, legteljesebb gyűjteménye (Ősi örökség, 1972; Bécsi látomás, 1976; Atlanti szél, 1978).
Az Ifjúsági Könyvkiadó, ill. az Albatros Könyvkiadó gondozásában megjelent Árgus és Legszebb Az Akh. 197. pont szerint a könyvsorozatok címe csupa nagybetűsersek sorozat szintén nyújtott lehetőséget műfordítóinknak a világirodalmi kitekintésre. Itt Balogh József Nazim Hikmettől, Franyó Zoltán Puskintól, Lőrinczi László Salvatore Quasimodótól, Méliusz József Bertold Brechttől, Szilágyi Domokos Walt Whitmantól fordított egy-egy kötetnyit; Semlyén István Georges Simenon A sárga kutya, Vigh Károly H. Gilbert: Robin Hood, Bodor Pál Agios Ioannis Rentis Athéntől északra, Majtényi Erik Georges Simenon A titokzatos lány, Nagy Géza Dürrenmatt A bíró és a hóhér, valamint Zane Grey Vadnyugaton c. regényeit tolmácsolta.
Az irodalom műfaji körének az utóbbi időkben tapasztalható kitágulása s az esszé mellett a dokumentumpróza "irodalmi" rangra emelése következtében ki kell itt térnünk, ha futólag is, az e területeken elért hazai magyar műfordítói eredményekre, elsősorban a Téka sorozat és a Korunk Könyvek, ill. Századok sorozatokban, ahol Bodor András (Aiszóposz, Bacon, Richard de Bury), Csehi Gyula (Heine, Lunacsarszkij, Stéphane Sarkany), Cseke Gál Anna (Abbé de Saint Pierre), Dániel Károly (Claude Bernard), Fodor Ernő (Egon Erwin Kisch), Gaal György (Emerson), Gábor Dénes (Haeckel), Heinrich László (Newton), Jánosházy György (Ramiro de Maeztu), Kiss András (Dino Compagni), Kászoni Zoltán István (Joseph Needham), Kovács Albert (Dosztojevszkij), Mikó Imre (Schiller, Rousseau), Müller Ádám (Ambarcumjan), Nagy Annamária (André Gide), Nemes István (Montesquieu), Puskás Attila (Jean Henri Fabre), Rózsa Ágnes (Voltaire), Sebestyén Ágnes (Lytton Strachey), Semlyén István (Samuel Pepys, a Moniteur), Szabó György (több ókori és középkori latin szerző), Szabó T. E. Attila (Th. Dobzhansky), Szilágyi András (Börne, a Pitaval), Váczy Kálmán (Caius Plinius Secundus|Plinius) fordításai láttak napvilágot önálló kötetekben.
Romániai magyar műfordítók nevéhez fűződik a hazai kisebbségek szellemi teljesítményeit románul, a román közönség felé tolmácsoló Biblioteca Kriterion sorozat több kötete is. Az 1971-ben indult sorozatban – amelynek egyes köteteihez a szerzőket és a műveket bemutató előszavakkal a román szellemi élet jelesei járultak hozzá – eddig összesen 148 kötet jelent meg, ebből 99 romániai magyar kortárs (és kisebb részben klasszikus magyar) szerzők regényei, verskötetei, elbeszélés- és tanulmánykötetei vagy önálló tudományos dolgozatai. A fordítók között szerepel Bokor Péter (Huszár Sándor: Esős délutánok a Tarka Ökörben; Karácsony Benő: Napos oldal és A megnyugvás ösvényein), Hadai Jenő (Kiss János: Díszelőadás; Kovács György: A hadnagy és a tünemény), Hegedűs László (Sütő András: Engedjétek hozzám jönni a szavakat), Papp Ferenc (Gáll Ernő: Az együttélés dimenziói; Spielmann József: Orvostörténeti tanulmányok), Páskuly T. Z. (Sütő András: Három dráma; Huszár Sándor: Így láttam a trapézról; Benkő Samu: Művelődéstörténeti tanulmányok), Sugár Teodor (Károly Sándor: Az 500. emelet), Tótfalusi Anna (Berde Mária: Tüzes kemence). A Costa Carei magyar műfordításait tartalmazó kötethez Kiss Jenő, Tóth Sándor Gaál Gábor-monográfiájához és Sütő András három drámájához Jánosi János, Dorothea Sasu-Zimmermann Petőfi román irodalmi bibliográfiájához és A. P. Todor Confluenţe literare româno-maghiare c. kötetéhez Dávid Gyula írt előszót, ill. bevezető tanulmányt.